# Philip F. Thomas

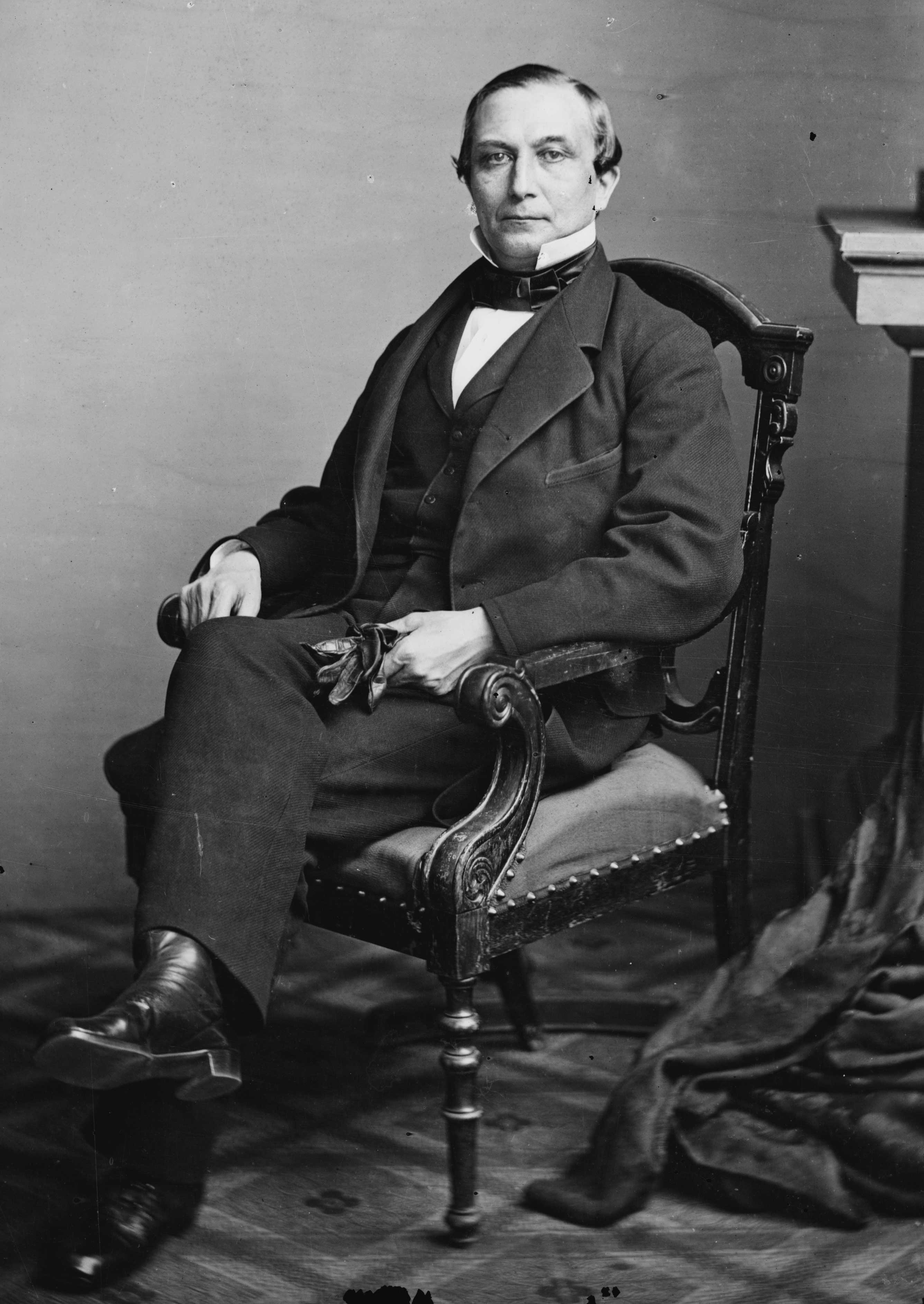
Philip Francis Thomas

Philip Francis Thomas (* 12. September 1810 in Easton, Maryland; † 2. Oktober 1890 ebenda) war ein US-amerikanischer Politiker, Gouverneur von Maryland, US-Finanzminister und vertrat den Bundesstaat Maryland mehrfach im US-Repräsentantenhaus.

## Politische Laufbahn

### Aufstieg zum Gouverneur von Maryland
Nach der Schulausbildung absolvierte er ein Studium der Rechtswissenschaften und wurde 1831 als Rechtsanwalt zugelassen. Er begann seine politische Laufbahn 1836 mit der Wahl zum Delegierten der Konstituierenden Versammlung von Maryland. 1838 wurde er in das Abgeordnetenhaus von Maryland gewählt. Dieses Mandat bekleidete er erneut von 1843 bis 1848. Vom 3. Januar 1848 bis zum 6. Januar 1851 war er als Nachfolger von Thomas Pratt Gouverneur von Maryland. Im Anschluss daran wurde er Comptroller von Maryland und war damit bis 1853 Finanzminister der Regierung des Bundesstaates unter seinem Nachfolger Enoch Louis Lowe. 1863 bis 1867 war er erneut Mitglied des Abgeordnetenhauses. Nach seiner Niederlage bei der Senatswahl 1878 kandidierte er 1878 und 1883 wiederum erfolgreich für das Staatsparlament. Nach seinem endgültigen Rückzug aus der Politik war er als Rechtsanwalt bis zu seinem Tod in seiner Geburtsstadt tätig.

### Kongressabgeordneter und Senator
1839 wurde Thomas Abgeordneter im US-Repräsentantenhaus. Dort vertrat er bis 1841 die Interessen der Demokratischen Partei im zweiten Kongresswahlbezirk von Maryland. 1840 entschied er sich gegen eine zweite Kandidatur und nahm zunächst seine Tätigkeit als Rechtsanwalt wieder auf. Das Parlament von Maryland wählte ihn für die am 4. März 1867 beginnende sechsjährige Amtsperiode in den Senat der Vereinigten Staaten, der Senat lehnte es aber ab, ihn aufzunehmen, da er die Rebellion der Südstaaten unterstützt habe. Der Sitz blieb daher ein Jahr lang vakant, bis 1868 George Vickers gewählt wurde. Vom 6. Dezember 1875 bis zum 3. März 1877 war Thomas erneut Abgeordneter des Repräsentantenhauses, lehnte aber 1876 eine erneute Kandidatur ab, um erneut als Senator für den Kongress zu kandidieren. Nach der Wahlniederlage zog er sich aus der nationalen Politik zurück und kehrte nach Maryland zurück.

### Aufstieg zum Finanzminister unter Präsident Buchanan
Von 1853 bis Februar 1860 war er Hafenmeister des Hafens von Baltimore, einem der größten Seehäfen der USA. Zuvor hatte er das Angebot von Präsident Franklin Pierce zur Übernahme des Marineministeriums ausgeschlagen. Nachdem er das Amt des Gouverneurs im Utah-Territorium abgelehnt hatte, wurde er für zehn Monate Leiter des US-Patentamtes (U.S. Commissioner of Patents).

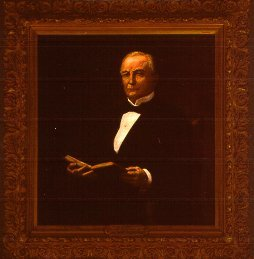
Porträt von Philip F. Thomas im Finanzministerium

Am 14. Dezember 1860 wurde er von Präsident James Buchanan zum Nachfolger von Howell Cobb als Finanzminister ernannt. Den Posten im Kabinett Buchanan übernahm er jedoch nur widerstrebend. Kurz nach Amtsantritt musste er eine Anleihe ausgeben, um die Zinsen der Staatsverschuldung begleichen zu können. Die wirtschaftliche Lage war jedoch bereits sehr schlecht und die unterschiedlichen Einstellungen der Süd- und Nordstaaten spürbar. Die Banken der Nordstaaten verweigerten allerdings eine Investition in die Anleihe, da sie einen Geldabfluss in die Südstaaten befürchteten. Nach nur 32 Tagen übergab Thomas sein Amt an den bisherigen Postmeister von New York City, John Adams Dix.